# Об'єкт 477
Об'єкт 477 «Молот» — радянський і український дослідний основний бойовий танк з ізольованою баштою без екіпажу. Розроблявся в ХКБМ ім. О. О. Морозова (основна розробка). Гармата розроблялася ЦНДІ «Буревісник», а виготовлялася на Конструкторському бюро (КБ-3) кіровського заводу. Серійно не вироблявся.

## Історія
1982 року було створено об'єкт 490А «Бунтарь». Після випробувань «Бунтаря» на ХКБМ у 1986 році розпочали будівництво об'єкта 477 «Боксер» на базі Т-64 з подовженим корпусом на сім котків.
Наприкінці другої половини 80-х років відбулася зміна шифру ДКР, індексу робіт і коректування ТТЗ, «Боксер» набула нового позначення – «Молот». Як згадують ветерани КБ, пов'язано це було з витоком низки даних щодо перспективного виробу до англійців.
23 січня 1988 року машину в полігонних умовах розігнали до 63 км/год.
1990 року в ГБТУ МО СРСР відбувся розгляд технічних пропозицій трьох радянських КБ щодо реалізації програми створення перспективного танка майбутнього. Проєкти представляли: ХКБМ із Харкова (об'єкт 477), КБ ЛКЗ із Ленінграду (об'єкт 299) та УКБТМ із Нижнього Тагілу (об'єкт 187). Серед них як найбільш перспективний було обрано об'єкт 477 «Молот».
Всього у 1989—1993 роках було випущено принаймні 10 прототипів і дослідних зразків, 3 з яких — в остаточному варіанті.
У 1992—1993 роках було створено перший дослідний зразок об'єкту 477. Розвитком проєкту «Молот» в Україні стала ДКР «Нота». Один зразок «Ноти» (виріб 477А) був виготовлений на базі вузлів ходової частини від танка Т-80УД «Берёза» (виріб 478Б). Другий варіант танка «Нота» (виріб 477А1) був виготовлений на базі вузлів ходової частини від танка Т-64 (виріб 434).
У проміжку між 1998 та 2001 роками в Харкові були виготовлені кілька секретних прототипів «Ноти».
Останні стрільби першого «Молота» відбулися у 2000-х роках.
Про танк «Нота» було згадано 2018 року у контексті підготовки до військового параду до Дня Незалежності, що підтверджує відновлення його розробки.
Станом на 2021 рік в Україні збереглося принаймні 6 прототипів «Молота», 1-2 із яких в остаточній версії.
У червні 2021 року зразки танку «Нота» були перебазовані з полігону Башкирівка, яким опікується Харківське конструкторське бюро з машинобудування імені О.О. Морозова, на спецсховище Міністерства оборони України. Також для подальшого зберігання були забрані усі 152 мм боєприпаси до цього танку.

## Опис конструкції

### Броньовий корпус і башта
Танк виготовлявся з багатошарової комбінованої броні з використанням вмонтованого динамічного захисту нового покоління. На танку також встановлений комплекс активного захисту і оптоелектронного придушення «Штора». Комбінована броня за своїми характеристикам забезпечувала захист еквівалентний не менш ніж 1200 мм гомогенної броні від бронебійних-підкаліберних снарядів (без урахування динамічного захисту) і еквівалента не менш ніж 1800 мм гомогенної броні від кумулятивних боєприпасів (без урахування динамічного захисту).

### Озброєння
Основним озброєнням танку мала стати 152-мм гармата, що встановлена в безлюдній башті. Боєкомплект на борту мав складати 34 постріли. Автомат заряджання повністю автоматичний. Швидкострільність танку при використанні реверсивного заряджального модуля становить до 14 пострілів на хвилину. Модуль містить 10 пострілів, які можуть поповнюватися по мірі витрачання з двох модулів по 12 пострілів кожен.

### Двигун
На танку встановлений двотактний двигун 6ТДФ, який у перспективі мав бути замінений на свій форсований варіант 6ТД-3, потужністю 1500 к.с.

### Ходова частина
Ходова частина машини складалася з 7 опорних котків з кожного борту.

## Модифікації
Об'єкт 490, Об'єкт 477, Об'єкт 477А, Об'єкт 477А1, Об'єкт 477А2, Об'єкт 477Б, Об'єкт 477В — машини з двотактними дизелями і ходовою частиною з елементами, запозиченими з Т-64, машини з ГТД на платформі Т-80, різноманітні гібриди, наприклад, на одному з експериментальних зразків в ходовій частині поєднувалися котки від Т-64 і гусениці від Т-72.
Один прототип зберігається в селі Клугино-Башкирівка (Харківська область).